# Elena Mosuc
Elena Mosuc (Iași) és una soprano romanesa establerta a Zúric, amb la reputació de ser una de les sopranos del món més versàtils i expressives. Coneguda com a intèrpret de la Reina de la nit a La flauta màgica de Mozart i del repertori Bel cant italià ha compartit escenari com a protagonista amb Alfredo Kraus, Leo Nucci, José Carreras, Juan Pons, Plácido Domingo, Roberto Alagna o Juan Diego Flórez. Ha cantat en els teatres d'òpera més prestigiosos com el Metropolitan Opera House de Nova York, Teatre Scala de Milà, Teatre La Fenice de Venècia, l'Òpera Estatal de Viena, el Teatre d'òpera de Zuric i el Gran Liceu de Barcelona.

## Biografia
Va estudiar a la Universitat Popular d'Art i Cant així com en el Conservatori George Enescu a Iasi (Romania).
Es va criar amb els seus avis i va créixer en un ambient musical acostumada a cantar des de petita en festes familiars, de Pasqua, Nadal, aniversari i a l'església cada diumenge el que va resultar per Mosuc una escola de música. Somiava a convertir-se en cantant, un somni -explica en les seves entrevistes- difícil de convertir en realitat en temps del comunisme. Als 15 o 16 anys mentre estudiava per ser professora de primària va començar a cantar en el cor com a solista. Als 16 anys va començar les seves classes de cant i va poder convertir-se en solista.
Després de 7 anys com a professora va decidir dedicar-se a la música. En 1998 va entrar en el cor de l'Òpera de Iasi, cinc mesos. El seu debut operístic va ser en el cor, com amateur, en Cavalleria rusticana. El seu debut com a solista va ser al febrer del 90 cantant La Flauta Màgica en el paper de la Reina de la nit en romanès. Posteriorment va accedir al conservatori i en 1990 va guanyar el seu primer premi, el Concurs Musical Internacional de la ARD a Múnic que li va obrir les portes per iniciar la seva carrera com a soprano.
Abans de finalitzar els seus estudis va debutar com a solista en el teatre de l'Òpera de la seva ciutat natal interpretant els papers de la Reina de la Nit, Lucia, Gilda i Violetta. La primera vegada que va cantar amb orquestra va ser al maig o juny de 1990 assajant amb la Filharmònica de Iasi dues àries de la Traviata i de Musetta.
Posteriorment va estudiar a Milà amb Mildea D'Amico que va estudiar amb Mercedes Llopart la mestra de Renata Scotto treballant especialment per aconseguir homogeneïtat tímbrica en tot el registre, projectar bé la veu i millorar l'estil italià.
Considera que els mestres que més li han aportat han estat Mildea D'Amico i Ió Buzea, un tenor romanès resident a Zurich.
En 2003 va actuar al teatre Covent Garden amb La Flauta Màgica. La Reina de la nit va ser el seu primer paper i el que més ha representat en la seva carrera professional. Més de 250 representacions.
En el 2007 va debutar a La Scala de Milà amb La Traviata moment en el qual l'artista considera va ser clau en la seva carrera.
En 2005 va rebre la medalla d' "Arts i Oficis" per part del President de Romania, la distinció musical més alta del país. En 2009 també fou distingida amb el premi Lina Pagliughi: Siola d'oro atorgat per l'Associació Italiana de Crítics.
En 2009 es va doctorar en música a la Universitat de Música de Bucarest amb una tesi sobre l'òpera italiana en la primera meitat del segle xix. Aquest mateix any va ser declarada "La dona de l'any" a Romania.
Està estretament lligada des de l'inici de la seva carrera al Teatre de l'òpera de Zuric, ciutat en la qual resideix, on ha interpretat a la Reina de la Nit, Konstanze, Donna Ana, Lucia, Linda di Chamounix, Violeta Valéry, Gilda, Luisa Miller, Elvira, Sophie, Zerbinetta, Aminta/Timidia (Die schweigsame Frau), Musetta, Antonida (Iwan Sussanin), Micäela, Olimpia, Antonia i Giulietta. També actua amb freqüència en l'Òpera nacional de Bucarest.
Canta a Europa (Múnic, Dresden, Hamburg, Berlín, Viena, Luxemburg, París, Amsterdam), Japó i Xina. A més és regularment convidada a oferir concerts com a solista.

### La Reina de la nit
Un dels papers pels quals Musuc és coneguda és pel de la Reina de la Nit en l'obra de Mozart Die Zauberföte (La flauta màgica) que a més d'interpretar-la en el teatre ha estat rodada en diverses ocasions com telefilm. En el 2000 en una coproducció dirigida per Alf Bernhard rodada en el Teatre de l'òpera de Zuric. paper que va tornar a interpretar en un altre telefilm i en el mateix escenari en 2007 aquesta vegada dirigida per Christoph Hink amb Matti Salmien com coprotagonista.
Ha interpretat a més a Margherite (Faust), Amina (La Sonnambula), Liù (Turandot) en el Teatre d'Òpera de Zürich, Maria Stuarda a Zürich i la Staatsoper de Berlín, Lucia di Lammermoor en el Théâtre Capitole de Tolosa de Llenguadoc i en Thessaloniki (dirigida per Renata Scotto), Elvira (I Puritani) en la Staatsoper de Viena, Micaëla (Carmen) en l'Arena di Verona i Gilda (Rigoletto) en el teatre Regio di Parma, la Staatsoper de Viena i de Múnic i el Teatre Verdi de Trieste.

### Lucia de Lammermoor

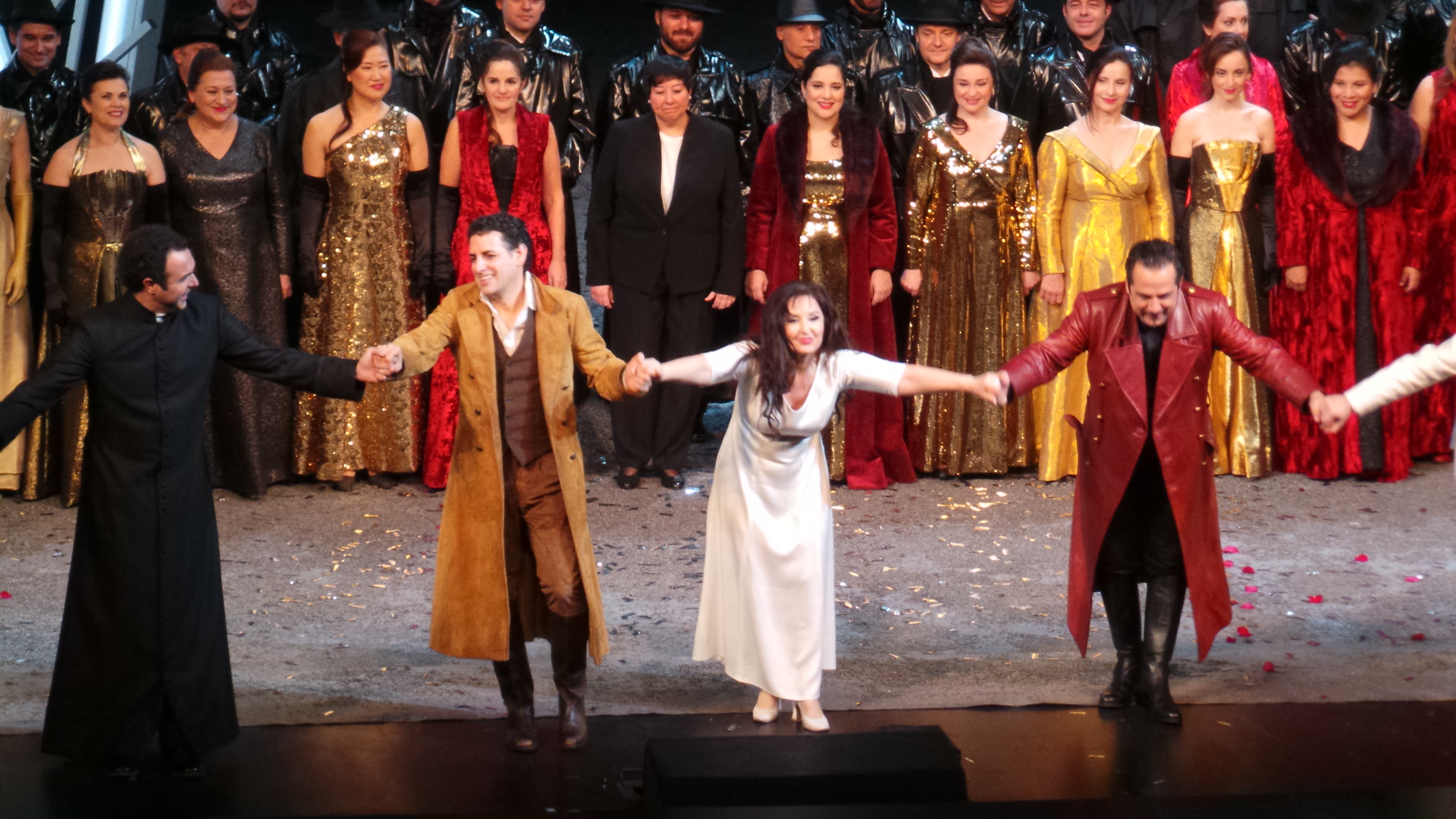
Elena Mosuc amb Simón Orfila, Juan Diego Flórez i Marco Caria "Lucia di Lammermoor" de Donizetti en el Gran Teatre del Liceu de Barcelona. Desembre de 2015

A Espanya va debutar en òpera representada a Bilbao, a l'octubre de 2013, interpretant a Gilda en les funcions de Rigoletto
Ha treballat en diverses produccions en el Teatre de Liceu de Barcelona. Al juliol de 2015 va interpretar el paper de Violetta de La traviata.
Al desembre de 2015 va ser la soprano protagonista amb el paper de Lucia en Lucia di Lammermoor de Donizetti, una producció que Mosuc havia estrenat en Zurich en 2009. En aquesta ocasió, en el Teatre de Liceu de Barcelona, la representació va ser coprotagonitzada amb Juan Diego Flórez en el seu estrena en el paper d'Edgardo. Per la seva interpretació Mosuc va rebre aplaudiments dempeus.

## Discografia principal
- Lehár: Schön Ist Die Welt / Schirmer
- Mahler: Symphony No 2 In C Minor "Resurrection," / Gergiev
- Mozart: Die Zauberflöte / Harnoncourt
- Mozart: The Magic Flute / Welser-most
- Puccini: La Bohème / Welser-Möst
- Strauss: Ariadne Auf Naxos / Dohnányi
- Verdi: Rigoletto / Santi

## Òperes filmades
- Ariadna a Naxos (2014)
- La bohème (2007)
- Rigoletto (2006) (2008)
- The magic flute (2000), (2004) i (2007)[9]

## Premis
Ha guanyat diversos concursos musicals: el Concurs Musical Internacional de la ARD a Múnic 1990 i el de Montecarlo en 1991. En 1995 va rebre el Premi Bellini d'or (Catania). En 2002 va rebre el Premi Zenatello de Verona. En el 2004 el Premi Verdi a Mòdena i el Premi Verdi a Verona. En el 2009 va guanyar el premi Lina Pagliughi: Siola d'oro atorgat per l'Associació Italiana de Crítics.